# ITF Women's Circuit Luan
L'ITF Women's Circuit Luan è un torneo professionistico femminile di tennis che si gioca su campi in cemento dell'Anhui Province Tennis Training Base Venue di Lu'an in Cina dal 2017. Fa parte dell'ITF Women's Circuit, nella categoria $60,000 per i primi anni, e W75 a partire dal 2024 dopo la riforma del sistema dei tornei di fine 2023.

## Albo d'oro

### Singolare
| Anno        | Campionessa                               | Finalista                                 | Punteggio                                 |
| ----------- | ----------------------------------------- | ----------------------------------------- | ----------------------------------------- |
| 2025        | Arina Rodionova                           | Lanlana Tararudee                         | 6–3, 1–6, 6–3                             |
| 2024        | Meiling Wang                              | Xinxin Yao                                | 7–5, 6–2                                  |
| ↑ ITF W75 ↑ |                                           |                                           |                                           |
| 2023- 2021  | Non disputato                             | Non disputato                             | Non disputato                             |
| 2020        | Cancellato per la pandemia di Coronavirus | Cancellato per la pandemia di Coronavirus | Cancellato per la pandemia di Coronavirus |
| 2019        | Xinyun Han                                | Ying-Ying Duan                            | 4–6, 6–2, 6–2                             |
| 2018        | Lin Zhu (2)                               | Fangzhou Liu                              | 6–0, 6–2                                  |
| 2017        | Lin Zhu (1)                               | Ankita Raina                              | 6–3, 3–6, 6–4                             |
| ↑ ITF 60K ↑ |                                           |                                           |                                           |

### Doppio
| Anno        | Campionesse                               | Finaliste                                 | Punteggio                                 |
| ----------- | ----------------------------------------- | ----------------------------------------- | ----------------------------------------- |
| 2025        | Priska Madelyn Nugroho Ankita Raina (2)   | Kristina Dmitruk Kira Pavlova             | 6–0, 6–3                                  |
| 2024        | Qianhui Tang (2) Wushuang Zheng           | Luksika Kumkhum Peangtarn Plipuech        | 6–1, 6–2                                  |
| ↑ ITF W75 ↑ |                                           |                                           |                                           |
| 2023- 2021  | Non disputato                             | Non disputato                             | Non disputato                             |
| 2020        | Cancellato per la pandemia di Coronavirus | Cancellato per la pandemia di Coronavirus | Cancellato per la pandemia di Coronavirus |
| 2019        | Beatrice Gumulya Xiaodi You               | Mai Minokoshi Erika Sema                  | 6–1, 7–5                                  |
| 2018        | Harriet Dart Ankita Raina (1)             | Fangzhou Liu Fang Ying Xun                | 6–3, 6–3                                  |
| 2017        | Xinyu Jiang Qianhui Tang (1)              | Mana Ayukawa Erika Sema                   | 7–5, 6–4                                  |
| ↑ ITF 60K ↑ |                                           |                                           |                                           |